# شيربان كانتاكوزينو (ممثل)
شيربان كانتاكوزينو (4 فبراير 1941-4 يوليو 2011) أمير روماني وممثل.

## روابط خارجية
- شيربان كانتاكوزينو على موقع IMDb (الإنجليزية)
- شيربان كانتاكوزينو على موقع ديسكوغز (الإنجليزية)
- شيربان كانتاكوزينو على موقع قاعدة بيانات الفيلم (الإنجليزية)
- شيربان كانتاكوزينو على موقع كينوبويسك (الروسية)